# Toutes ces belles promesses
Toutes ces belles promesses è un film del 2003 diretto da Jean-Paul Civeyrac, vincitore del Premio Jean Vigo.

## Trama
Ispirato da un romanzo di Anne Wiazemsky, il film racconta la storia di Marianne, una professoressa, e di Etienne, un violinista.